# St. Antonius der Einsiedler (Plütscheid)

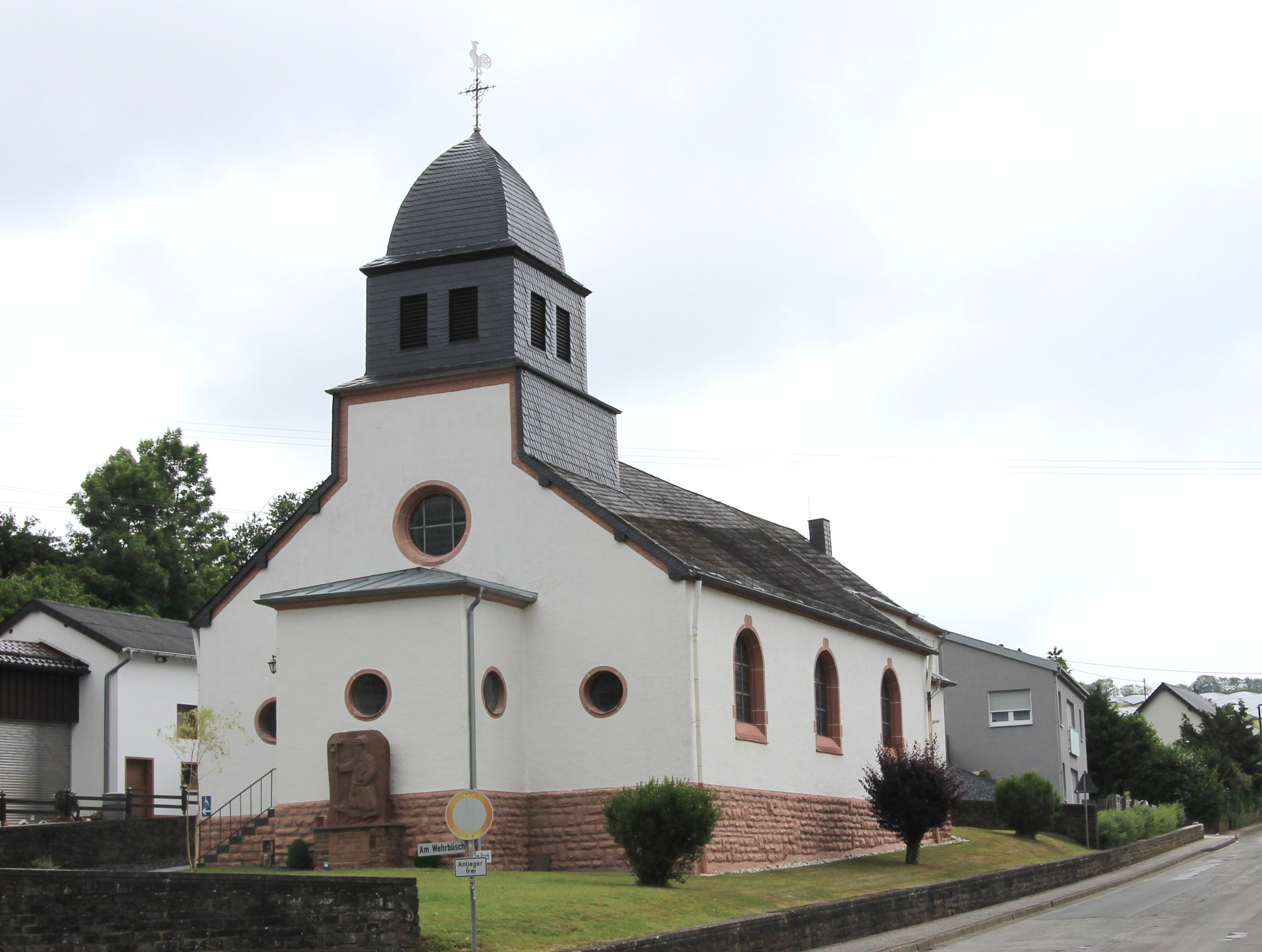
St. Antonius der Einsiedler in Plütscheid

Die Kirche St. Antonius der Einsiedler ist die römisch-katholische Filialkirche von Plütscheid im Eifelkreis Bitburg-Prüm in Rheinland-Pfalz. Die Kirche gehört zur Pfarrei Lambertsberg in der Pfarreiengemeinschaft Schönecken-Waxweiler im Pastoralen Raum Prüm im Bistum Trier.

## Geschichte
In Plütscheid gab es seit 1463 eine Kirche, die im 19. Jahrhundert neu aufgebaut und 1930 abgerissen wurde. Von 1928 bis 1929 wurde an anderer Stelle die heutige Kirche gebaut. Es handelt sich um eine dreiachsige Staffelhallenkirche mit helmartigem Giebeldachreiter, Flachdecke und Empore. Kirchenpatron ist seit etwa 1730 Antonius der Große. Die Kirche gehörte von 1803 bis 1929 zur Pfarrei Lasel, seither zur Pfarrei Lambertsberg.

## Ausstattung

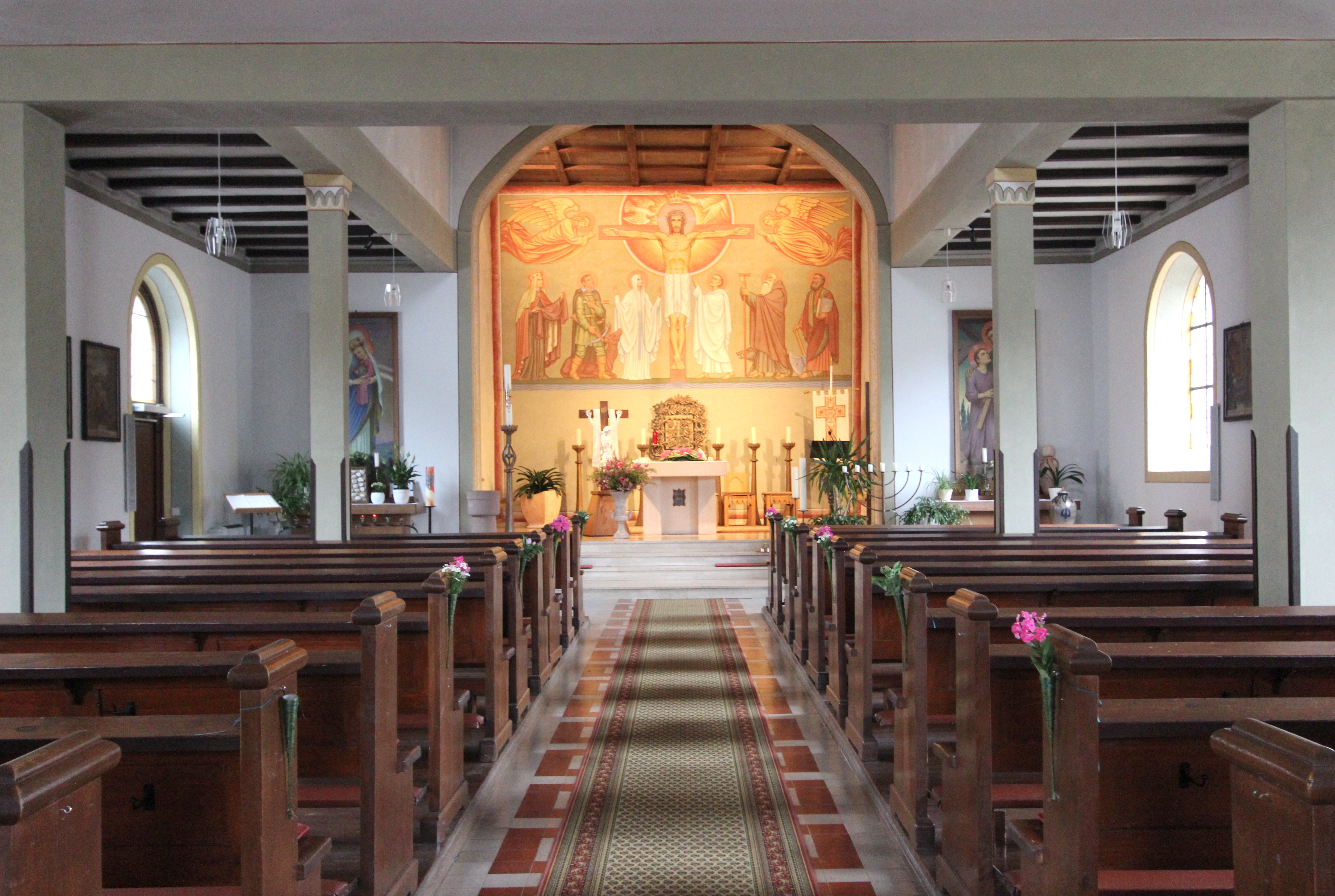
Innenansicht

Bemerkenswert ist an der Altarraumrückwand das große Gemälde einer Kreuzigungsgruppe mit folgenden Personen: die Gottesmutter Maria, der Apostel Johannes, die heilige Helena, Hubertus von Lüttich, Antonius der Große und der Apostel Matthias. Diese byzantinisierende und romanisierende Ausmalung von 1953 stammt von dem bekannten schlesischen Kirchenmaler Alfred Gottwald, der, als er im saarländischen Hemmersdorf tätig war, vom dortigen aus Plütscheid stammenden Pfarrer in die Eifel vermittelt wurde.